# Мала Битча (Битча)
Мала Битча — (словац. Malá Bytča), село (обец) в складі Окресу Битча розташоване в Жилінському краї Словаччини. Перша згадка про село датована 1193 роком. Адміністративно Мала Битча причисляється до складу обца Битча.
Обец Мала Битча розташований в Битчанській котловині — поблизу Стажовських гір (Strážovských vrchoch) в їх західній частині у підніжжі масиву Суловських скал орієнтовне розташування — супутникові знимки [Архівовано 25 серпня 2011 у WebCite]. Обец пересікає ще й Граднянський потік, а саме село, розтягнулося по поймі Вагу і займає площу в 1080 гектарів з 1 353 мешканцями. Розміщений орієнтовно на висоті в 300 метр над рівнем моря, відомий своїми природними, рекреаційними ресурсами. Недалеко від Предміера (1 км) пролягає загальноєвропейського значення автомагістраль Е50 та Е75.